# Amtsgericht Gerolzhofen
Das Amtsgericht Gerolzhofen war ein von 1879 bis 1973 bestehendes bayerisches Gericht der ordentlichen Gerichtsbarkeit mit Sitz im unterfränkischen Gerolzhofen. Als Zweigstelle des Amtsgerichts Schweinfurt blieb das Amtsgericht noch bis 2015 bestehen.

## Geschichte
Gerolzhofen war bereits seit 1492 der Sitz eines fürstbischöflichen Amtmanns. Seit 1804 bestand ein bayerisches Landgericht älterer Ordnung. Mit Inkrafttreten des Gerichtsverfassungsgesetzes am 1. Oktober 1879 errichtete man in Gerolzhofenein Amtsgericht, dessen Sprengel sich aus den Gemeinden des bisherigen Landgerichtsbezirks Gerolzhofen zusammensetzte. Übergeordnete Instanzen waren das Landgericht Schweinfurt und das Oberlandesgericht Bamberg.
Mit der Verordnung vom 9. Juni 1959 wurde das Amtsgericht Volkach in eine Zweigstelle des Amtsgerichts Gerolzhofen umgewandelt, im Jahr 1966 dann endgültig aufgelöst. Im Jahre 1973 wurde das Amtsgericht Gerolzhofen aufgehoben, das Amtsgericht blieb aber bis 2015 als Zweigstelle des Amtsgerichts Schweinfurt bestehen. Ende April 2015 fanden die letzten Verhandlungen in Gerolzhofen statt.

## Gerichtsgebäude
Das Amtsgericht befand sich in einem auffälligen Atrium-Bau an der Hermann-Löns-Straße. Er war am 27. Januar 1967 seiner Bestimmung übergeben worden. Im Justizgebäude in Gerolzhofen ist seit 2018 das moderne Zentralarchiv der Schweinfurter Justiz untergebracht.